# Fossombronia stephanii
Fossombronia stephanii là một loài Rêu trong họ Fossombroniaceae. Loài này được Schiffner ex Stephani mô tả khoa học đầu tiên năm 1900.